# Берн (кантон)
Берн (нем. Bern, фр. Berne) — двуязычный кантон на западе центральной части Швейцарии.
Административный центр — город Берн, который также де-факто является столицей всей Швейцарии. Население — 1 051 437 человек (2-е место среди кантонов; данные 2022 года).

## География
Горы в кантоне Берн:
| - Финстераархорн (4274 метра) - Шрекхорн (4078 метров) - Блюмлисальп (3664 метра) - Брайтхорн (гора с таким названием есть в долине Лаутербруннен (3 780 м) и в долине Лёченталь (3785 м)) - Вильдштрюбель - Веттерхорн - Мёнх (4107 метров) - Фаульхорн - Юнгфрау (4158 метров) - Даммашток - Эбенефлюх - Айгер (3970 метров) |

Водопады: Хандек, Райхенбах, Трюммельбахфелле, Штауббах.

## История
Город Берн был основан в 1191 году Берхтольдом V, герцогом фон Церинген. В 1218 году Берхтольд V умирает, не оставив наследников, и Берн становится вольным имперским городом на основании изданной в том же году императором Фридрихом II Золотой Грамоты. В 1294 году была принята Конституция Берна, действовавшая до 1798 года. Представительным органом Берна являлся Большой Совет, состоящий из 200 членов, исполнительным — Малый Совет во главе с Шультгейссом, в который также входили Штадтшрайбер — секретарь, Секельмейстер — казначей и Гроссвейбель — судья. В 1353 году Берн стал членом Швейцарской Конфедерации.
На протяжении XIV—XVI веков Берн постоянно увеличивал свою территорию путём завоеваний или приобретения земель:
- Лаупен (1324)
- Оберхасли (1334)
- Аарберг (1375)
- Тун и Бургдорф (1384)
- Унтерзеен и верхняя часть долины реки Зимме (1386)
- Фрутиген и некоторые другие города в Оберланде (1400)
- Аргау (1415)
- Нижняя часть долины реки Зимме (1439—1449)
- Эгль и Грансон (1475). Эгль в настоящее время входит в состав кантона Во
- Интерлакен, Гриндельвальд, Лаутербруннен и Бриенц (1528)
- Большая часть современного кантона Во(1536)
- Занен и Грюйер (1555). Грюйер в настоящее время входит в состав кантона Фрибур
- Pays d’Enhaut (1555). В настоящее время — часть кантона Во.

Последним приобретением Берна была покупка комтурства Кёниц у Тевтонского ордена в 1729 году.
В 1798 году Берн утратил контроль над территорией современного кантона Во, а после образования на территории бывшего Швейцарского союза Гельветической республики в том же году, южная часть кантона была выделена в самостоятельный кантон Оберланд с центром в городе Тун. Оберланд просуществовал до 1803 года, а затем был возвращён в состав кантона Берн.
В 1979 году по результатам референдума три северо-западных округа кантона с франкоговорящим и католическим населением были выделены в самостоятельный кантон Юра. При этом три других франкоязычных округа (с 2010 года включённых в состав нового округа Jura bernois)) с преимущественно протестантским населением остались в Берне. В 1994 году немецкоязычный округ Лауфен, территория которого оказалась отделена от основной части Берна новым кантоном Юра, был присоединён, после референдума, к кантону Базель-Ланд.

## Административное деление

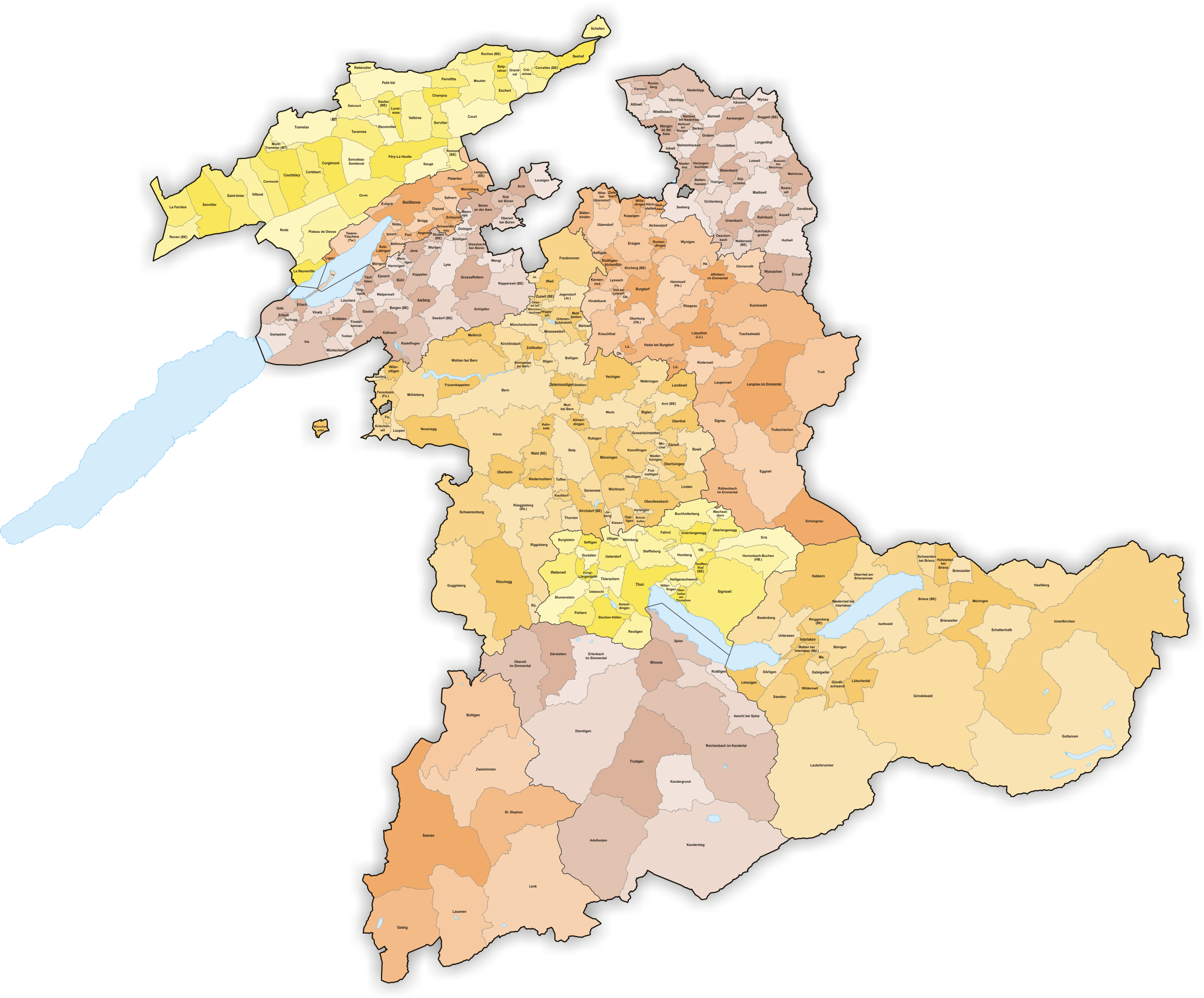
Коммуны и округа кантона Берн в 2023 году

Кантон делится на 5 регионов, которые, в свою очередь, делятся на 10 округов.
| Регион                                       | Округ                                                  | BFS-Nr. округа | Кол-во коммун на 1.03.2024 | Население на 31.12.2022 |
| -------------------------------------------- | ------------------------------------------------------ | -------------- | -------------------------- | ----------------------- |
| Бернер-Юра нем. Berner Jura                  | Бернер-Юра нем. Berner Jura                            | 0241           | 40                         | 53 628                  |
| Берн-Миттельланд нем. Bern-Mittelland        | Берн-Миттельланд нем. Bern-Mittelland                  | 0246           | 74                         | 420 308                 |
| Эмменталь-Обераргау нем. Emmental-Oberaargau | Эмменталь нем. Emmental                                | 0245           | 39                         | 98 522                  |
| Эмменталь-Обераргау нем. Emmental-Oberaargau | Обераргау нем. Oberaargau                              | 0244           | 43                         | 83 504                  |
| Оберланд нем. Oberland                       | Фрутиген-Нидерзимменталь нем. Frutigen-Niedersimmental | 0249           | 13                         | 40 896                  |
| Оберланд нем. Oberland                       | Интерлакен-Оберхасли нем. Interlaken-Oberhasli         | 0250           | 28                         | 47 981                  |
| Оберланд нем. Oberland                       | Оберзимменталь-Занен нем. Obersimmental-Saanen         | 0248           | 7                          | 16 736                  |
| Оберланд нем. Oberland                       | Тун нем. Thun                                          | 0247           | 30                         | 108 440                 |
| Зеланд нем. Seeland                          | Биль-Бьенн нем. Biel/Bienne                            | 0242           | 19                         | 103 847                 |
| Зеланд нем. Seeland                          | Зеланд нем. Seeland                                    | 0243           | 42                         | 77 575                  |
| Итого (6)                                    | (10)                                                   |                | 329                        | 1 051 437               |

До 2010 года кантон делился на 26 округов:
- Арберг
- Арванген
- Берн
- Биль
- Бюрен
- Бургдорф
- Ванген
- Интерлакен
- Занен
- Зефтиген
- Зигнау
- Конольфинген
- Куртелари
- Ла-Нёввиль
- Лаупен
- Мутье
- Нидау
- Нидерзимменталь
- Оберхасли
- Оберзимменталь
- Траксельвальд
- Тун
- Фраубруннен
- Фрутиген
- Эрлах
- Шварценбург

## Население
Население на 31 декабря 2022 — 1 051 437 человек (2-е место среди кантонов). 178 776 жителей кантона (17,0 %) — иностранцы.
Большинство населения (84 %) немецкоговорящее. Население округа Jura bernois на северо-западе — франкоговорящее (7,6 % населения кантона).

## Образование
- Бернский университет
- частная школа École d’Humanité
- Institut Le Rosey (зимний кампус)